# Смедеревська фортеця
Смедеревська фортеця (серб. Cмeдepeвcκa твpђaвa / Smederevska tvrđava) — середньовічне укріплене місто в Смедерево, Сербія, яке було тимчасовою столицею Сербії в Середньовіччі. Вона була побудована між 1427 і 1430 роками за наказом деспота Джураджа Бранковича, правителя Сербського деспотату. Вона була додатково укріплений Османською імперією, яка захопила місто в 1459 році.
Фортеця витримала кілька облог османів і сербів, залишившись відносно неушкодженою. Під час Другої світової війни вона була сильно пошкоджена вибухами та бомбардуваннями. Станом на 2009 рік у ній проводяться масштабні реставраційні та консерваційні роботи, незважаючи на які фортеця залишається «одним із рідкісних збережених дворів середньовічних сербських правителів».
У 1979 році Смедеревська фортеця була оголошена національною пам'яткою культури виняткового значення. У 2010 році фортеця була внесена до попереднього списку для можливої номінації як об'єкту Світової спадщини ЮНЕСКО.

## Місцезнаходження
Смедеревська фортеця, 45 кілометрів на південний схід від Белграда, охоплює 11,3 га в центрі сучасного міста Смедерево. Вона стратегічно розташована на правому березі річки Дунай на трикутній рівнині, утвореній злиттям річок Дунай і Єзава, лише 72 метрів над рівнем моря. Таке розташування дозволило сербській столиці залишитися поблизу християнського Угорського королівства, а також задовольнило султана Османської імперії Мурада II, усунувши неконтрольований прохід угорців у Поморав'я.
Розташування фортеці, що з'єднує Балкани та Центральну Європу, упродовж століть робило її важливим релігійним і комерційним центром, чому тепер сприяє те, що вона розташована на Пан'європейському коридорі X. Дунай також з'єднує його з багатьма іншими історичними місцями, зокрема з Белградом і його передмістям Вінча, Новим Садом, фортецею Голубаць, Лепенським Виром та Вімінаціумем.

## Історія

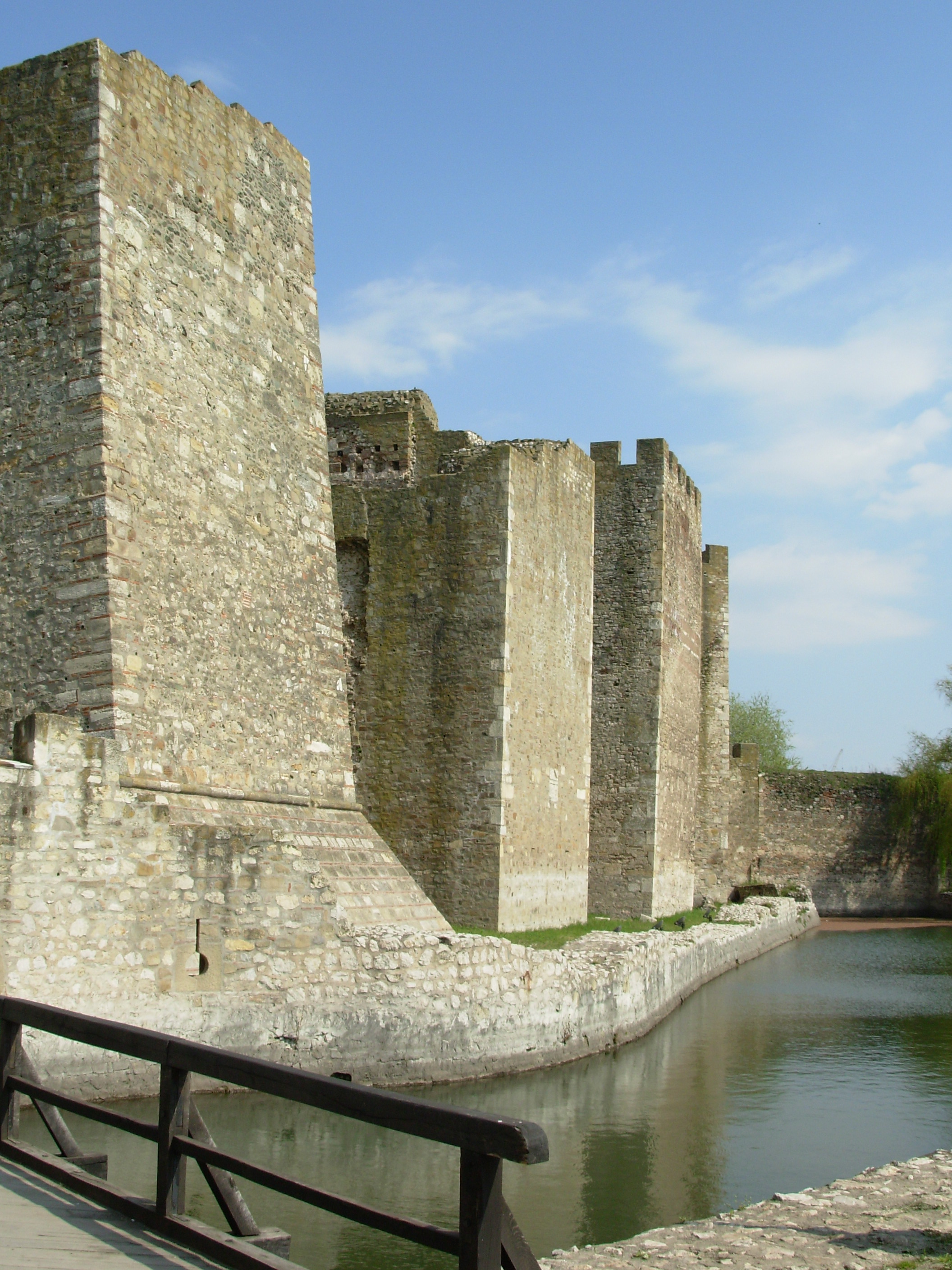
Південні стіни внутрішнього міста та рів (10)

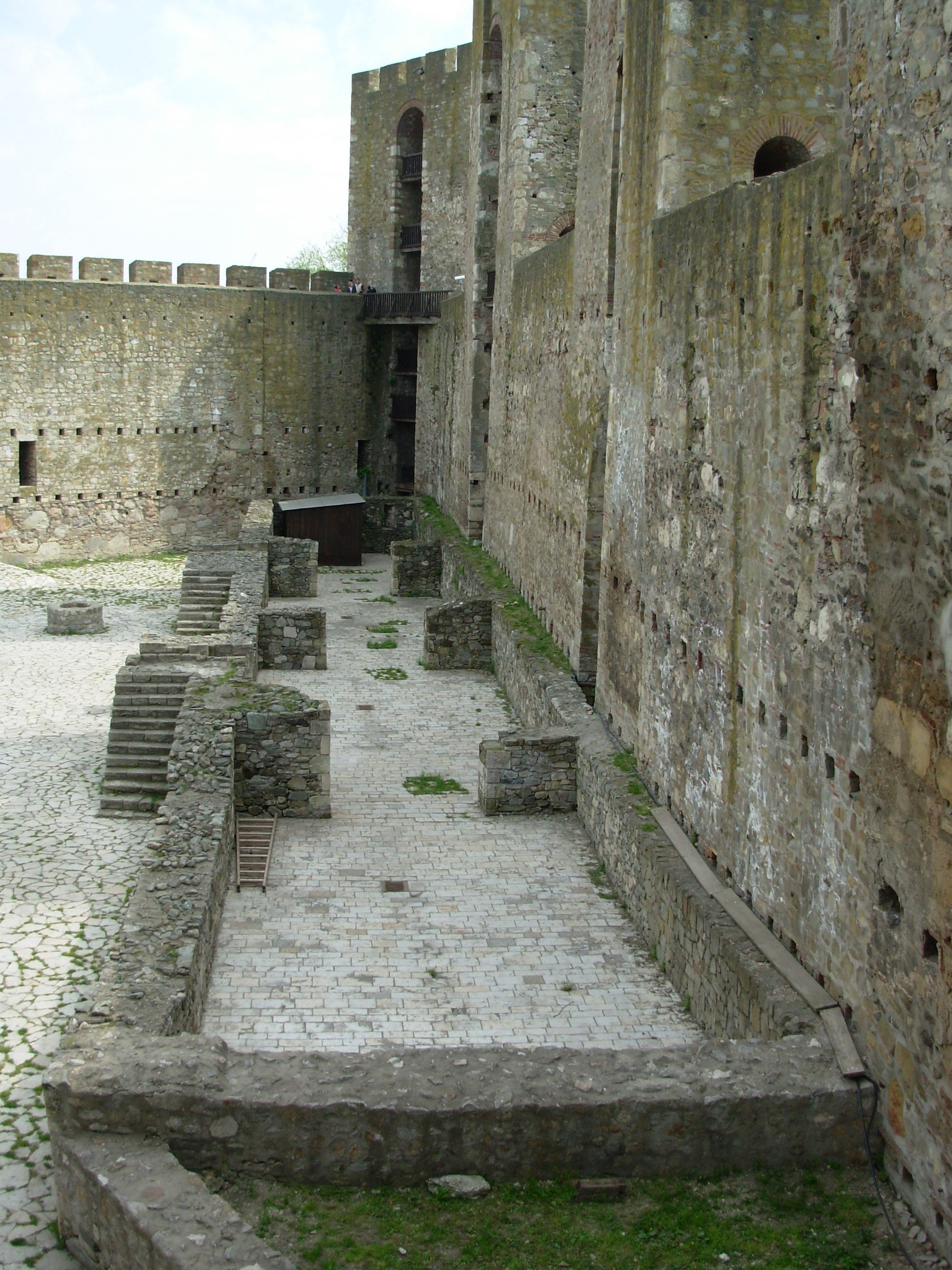
Залишки палацу Деспота (18)

Серед турбулентності османського завоювання Балкан на початку XV ст сторіччя християнські правителі регіону програли кілька битв, як-от Косовську битву та облогу Велико-Тирнового. Деспоту Стефану Лазаревичу довелося підтримувати Сербський деспотат у тонкій рівновазі між османами та угорцями. Близько 1403 року він прийняв угорський васалітет від короля Сигізмунда і заснував нову столицю в Белграді, яка була передана йому як нагорода. Після смерті Стефана в 1426 році, племінник і наступник Стефана, Джурадж Бранкович, був змушений повернути Белград угорцям. Щоб компенсувати цю втрату, Джурадж вирішив побудувати нову столицю, і вибір припав на Смедерево.
Смедерево, яке раніше не мало поселення, було обрано з кількох причин. У 1428 році, під час війни Османської імперії з Венецією, угорці та османи погодилися визнати Бранковича незалежним правителем Сербії, тим самим перетворивши її на буферну державу. Договір також установлював османське панування над Сербією, а також залишався васалом Угорщини. Зважаючи на тривалий статус з Угорщиною та релігійні відмінності з Османською імперією (Угорщина та Сербія були християнами, порівняно з турками-мусульманами), вважалося, що столиця була ближчою до Угорщини, ніж до Османської імперії. Розташування Смедерево на Дунаї, між Белградом і Голубацем, забезпечувало легкий доступ до інших точок уздовж річки. Це також дозволяло контролювати рух Дунаєм, включаючи блокування угорського входу в долину Морави, що задовольнило турків.
Восени 1428 р. почалося будівництво столиці. У 1430 році була завершена перша частина фортеці, включаючи палац і достатню кількість інших будівель для формування внутрішнього міста. Роботи над укріпленим передмістям і додатковими укріпленнями тривали до 1439 року.
20 квітня 1434 року в новій фортеці відбулося вінчання молодшої дочки Джураджа Бранковича Катарини та Ульріка II Ціллі. Цей шлюб підкреслив дружні стосунки деспота з Османською Портою, хоча спорідненість Ульріка з королевою Угорщини передбачала посилення сербо-угорського союзу. У результаті візир Мехмет Сарідже-паша прибув до Смедерево в середині 1434 року з посланням з Едірне. У ньому зазначалося, що безпека Сербії від Османської імперії може бути гарантована лише через шлюб старшої доньки Бранковича з султаном Мурадом II. Після довгих роздумів рада, скликана в палаці, погодилася, і було вжито заходів щодо заручин Мари з султаном. Тієї осені Мурад послав кількох своїх «найвідоміших візирів», щоб повернути свою наречену.
14 серпня 1435 року в залі аудієнцій у Смедерево було підписано офіційний договір про «братерство і дружбу» між Сербією та Венеційською Республікою. Цей договір призвів до того, що Джурадж і його сини були зараховані до громадян Венеції. На початку червня 1439 року мир з османами, укладений шлюбом Мари з султаном, було розірвано. На чолі з Мурадом II, 130 тис. турецьких солдат зайняли пагорби навколо Смедерева. Бранкович поспішив по допомогу до Угорщини, залишивши командувати своєму сину Гргуру. Допомоги не було, але Смедерево витримало атаку, навіть коли Мурад привів гармати.

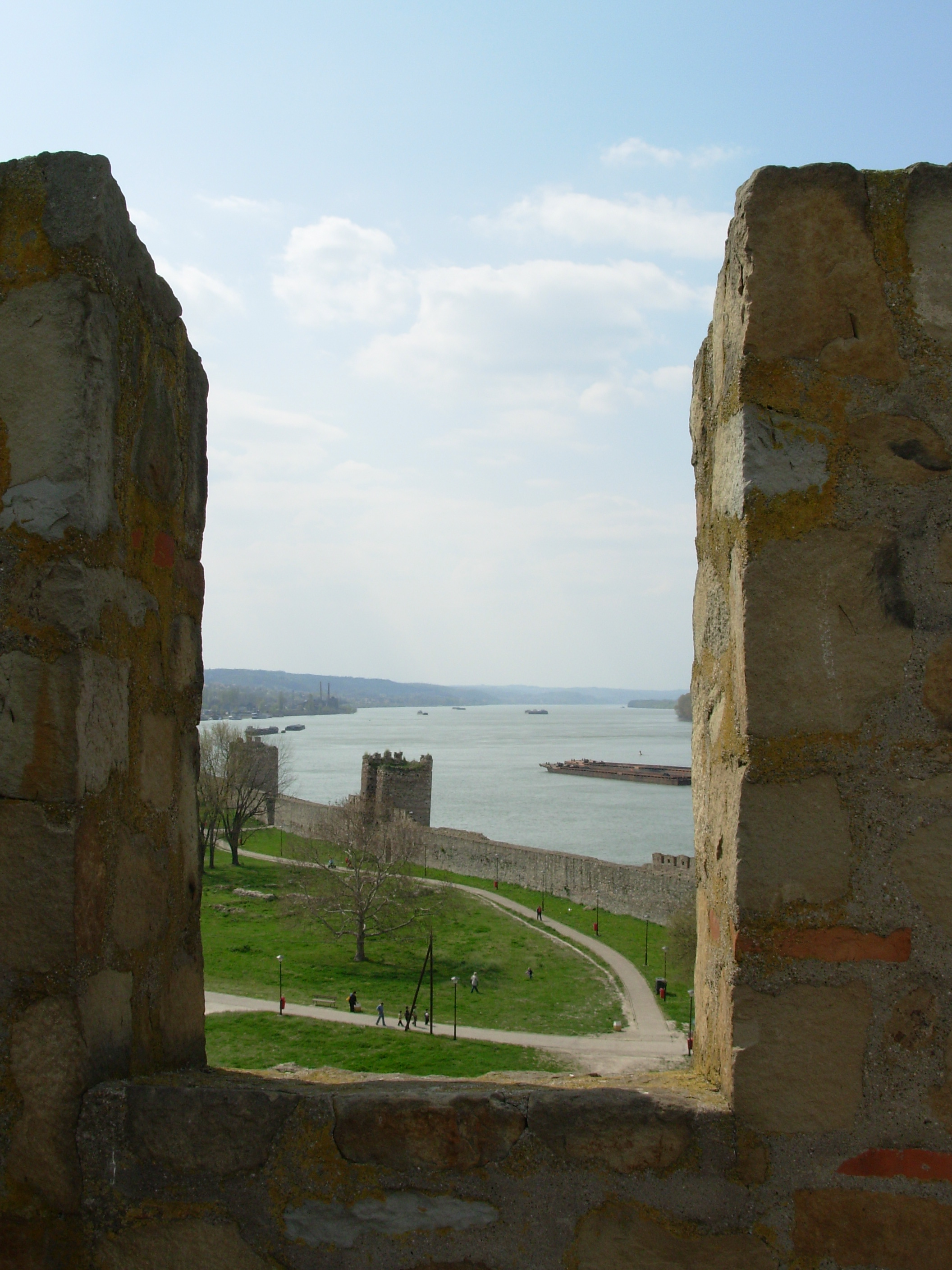
Вид на північну стіну та Дунай.

Майже через три місяці, 18 серпня 1439 року, голод змусив сербів здатися. Князі Гргур і Стефан були відправлені в Анатолію і осліплені, незважаючи на благання їхньої сестри, теперішньої султани Мари. Проте через п'ять років Смедерево, Гргур і Стефан повернулися до Бранковичів за Сегедським миром.

Смедеревська фортеця незадовго до вибуху в 1941 р.

Приблизно на початку 1449 року Бранкович ув'язнив у підземеллях фортеці угорського регента Яноша Гуньяді, поки його не викупили земляки. У 1453 році султан Мехмед II та Ісак-бей Арбаназович очолили черговий напад на Смедерево в рамках спустошливого походу на Сербію. Під час цього нападу турки забрали 50 000 чоловіків, жінок і дітей, але Смедерево добре очолив Фома Кантакузин. Незважаючи на те, що місто налічувало лише 6000 чоловік, порівняно з 20000 османів, місто вистояло. Мехмед Завойовник обложив Смедерево вдруге, а фортецю втретє взяли в облогу османи в 1456 році, захищаючи сербські сили. У березні 1459 року командування фортецею Смедерево здобув Стефан Томашевич. Того ж року Смедерево було захоплене османами, що призвело до кінця середньовічної сербської держави, а Стефан Томашевич утік до Боснії.
Під час Другої світової війни німецькі війська використовували фортецю для зберігання боєприпасів. 5 червня 1941 року боєприпаси вибухнули, розірвавши все Смедерево та досягнувши населених пунктів аж до 10 кілометрів. Значна частина південної стіни фортеці була зруйнована, сусідня залізнична станція, переповнена людьми, була рознесена повітрям, а більшість будівель у місті були перетворені на руїни. Близько 2500 людей загинуло в результаті вибуху, кожен другий житель зазнав поранень або був травмований (приблизно 5500). Бомбардування союзників у 1944 році завдало ще більшої шкоди.

### Поточне та майбутнє використання
Нині фортеця використовується як міський парк, тут іноді проводяться фестивалі, концерти, ярмарки та інші культурні заходи. У центрі міста збудовано сцену. На південному сході на раніше відкритому просторі вздовж Єзави тепер є гавань і пристань. Також ведуться дискусії щодо визначення спільного майбутнього, модернізованого використання та розробки проектів відновлення та відбудови фортеці.

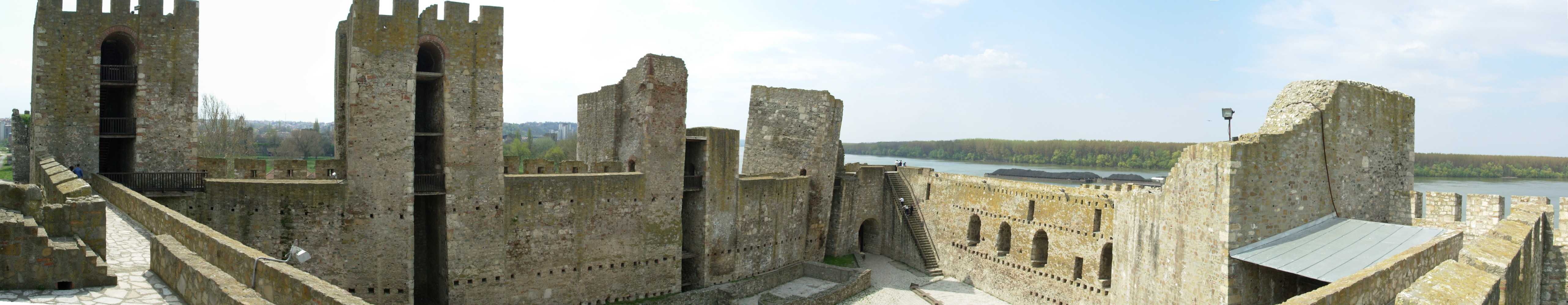
Панорамний вид на Мале Місто (центр міста)

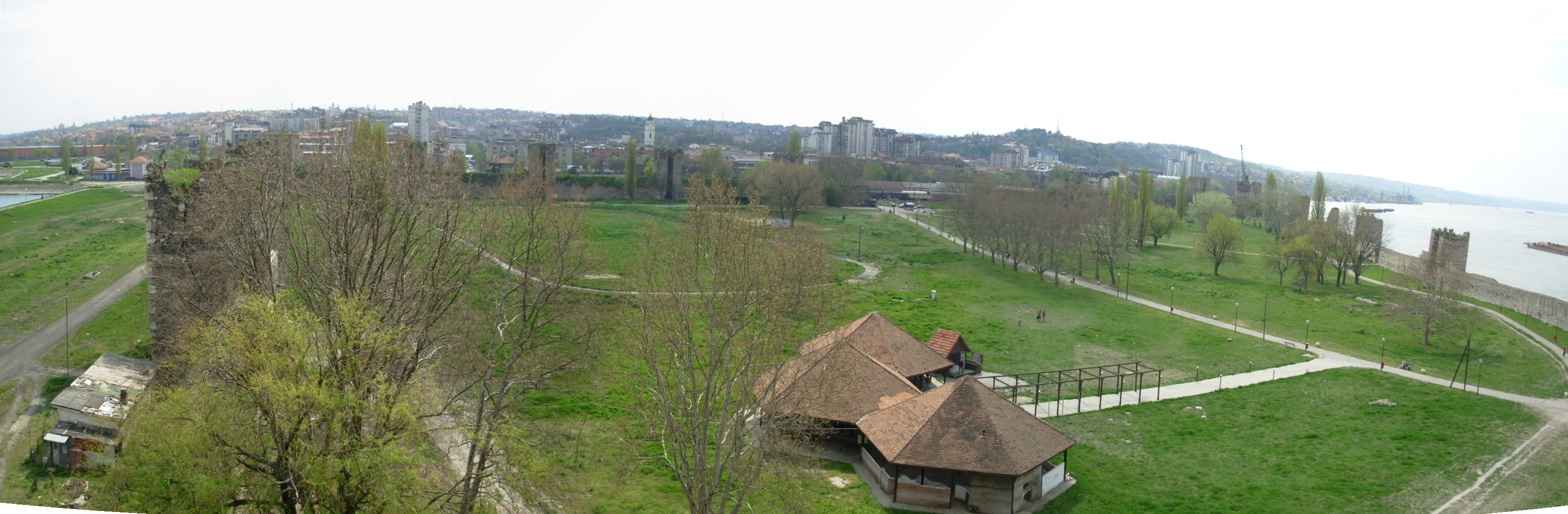
Панорамний вид на Велике місто

## Культурно-історичне значення

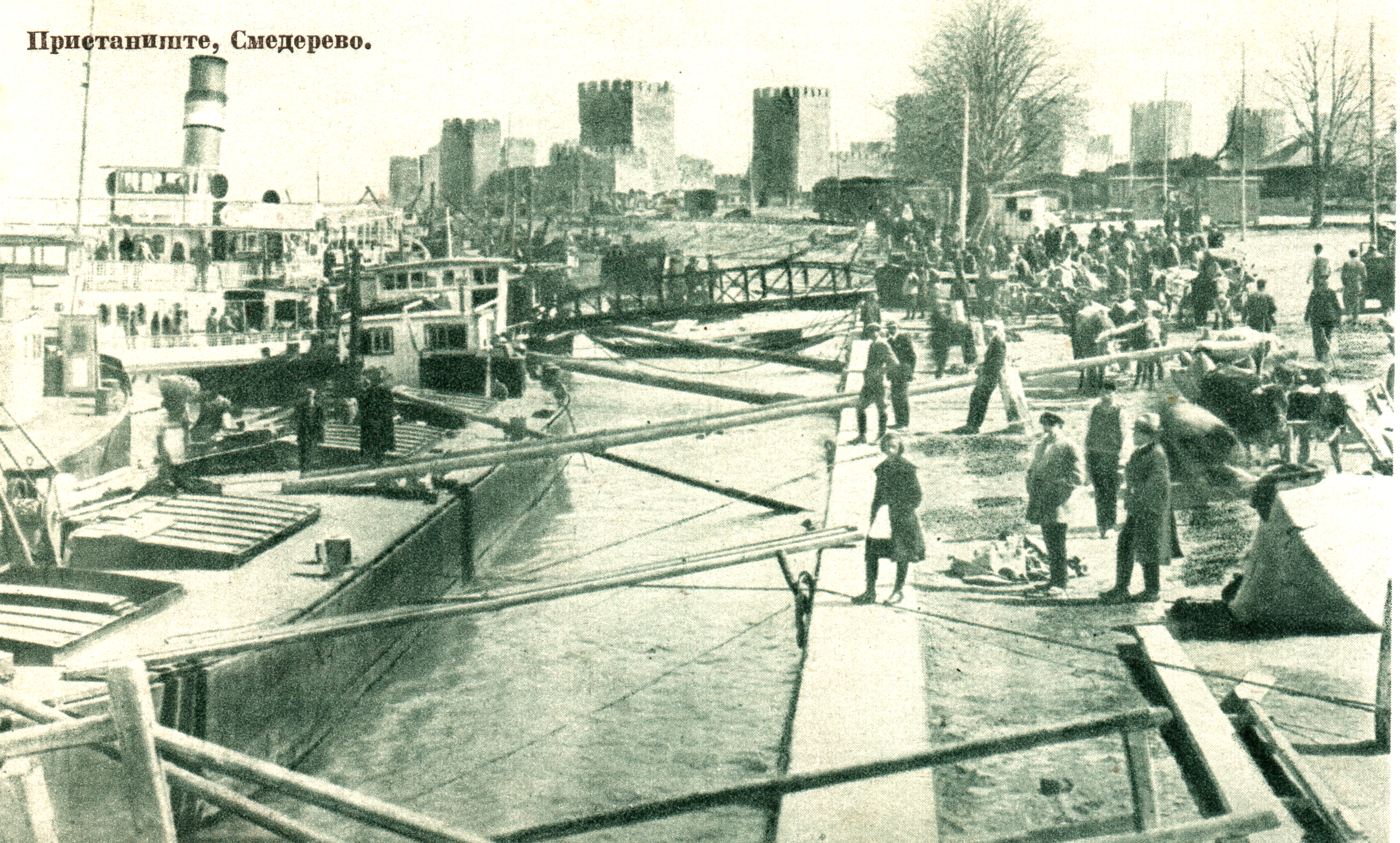
Смедеревська фортеця — 1920-ті рр.

Фортеця Смедерево була описана як «один із найяскравіших і наймонументальніших об'єктів архітектури, що зберігся в середньовічній Сербії» і «свідок сербської творчої сили». Вона є точним відображенням традиційної середньовічної оборонної архітектури і добре збереглася, не зазнаючи серйозних руйнувань до Другої світової війни. Фортеця та околиці накопичили докази цивілізацій, які розвивалися упродовж історії, головним чином між 15-м і 20-м століттями, що є прямим свідченням розвитку середньовічної сербської держави та відповідної православної церкви.

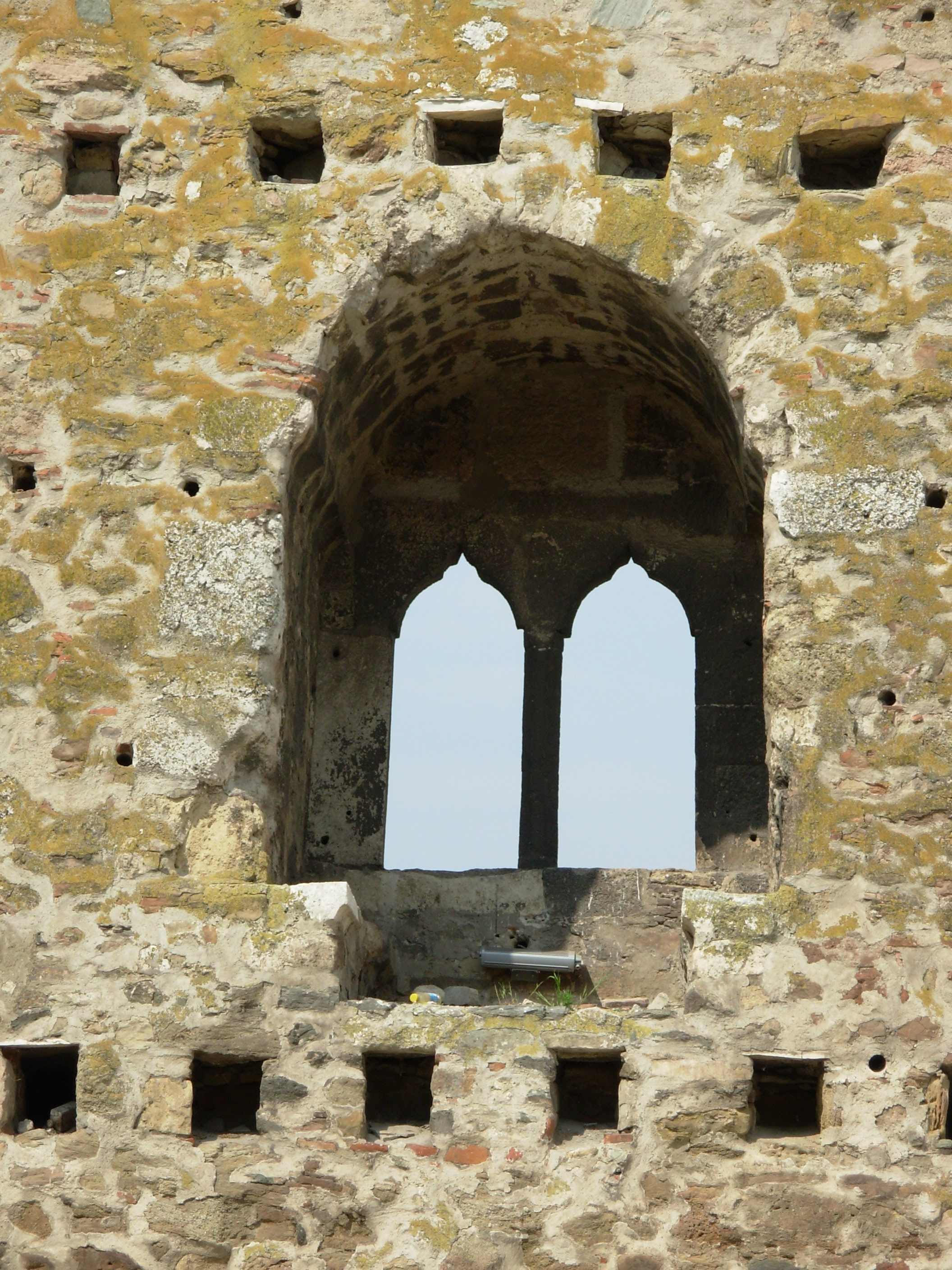
Одне з подвійних аркових вікон фортеці

Фортеця була побудована Джураджем Бранковичем як нова столиця Сербії. Під час будівництва бачили дружину Бранковича Ірину, яка спілкувалася з іноземними наглядачами — її братом Георгієм Палеологом Кантакузином і його людьми — це призвело до того, що її часто асоціювали з проектом. Серед робітників це поєднання, а також потреба в довгостроковій праці та високі податки дали їй прізвисько «Проклета Єрина» («Проклята Ірина»).
Велика кількість докладених зусиль також призвела до різноманітних перебільшень та історій, таких як епічна поема Starina Novak i knez Bogosav («Старий Новак і князь Богосав»), у якій говориться, що багато людей втекли до лісів і стали гайдуками, щоб уникнути податків і подальшої роботи. Хоча гайдуки в цьому районі дійсно були, незрозуміло, чи були вони справді пов'язані з будівництвом фортеці.
Після завершення першої частини фортеця Смедерево швидко стала важливою ланкою між Балканами та Центральною Європою. Невдовзі після побудови місто досягло свого піку значення як релігійний, комерційний і торговий центр, після чого воно було населене переважно сербами та колоніями купців, переважно з Дубровника. Приблизно в цей же час мощі святого євангеліста Луки, який став покровителем Смедерева, були привезені і зберігаються в церкві у фортеці.
Стосовно самої споруди внутрішнє місто примітне залою для глядачів, яка є важливим уявленням про сербську середньовічну архітектуру. Високо в кам'яній стіні з боку Дунаю вирізьблено чотири набори подвійних аркових вікон у поєднанні готичного та романського стилів. Тут був підписаний купецький договір між Венеційською республікою та Сербським деспотатом.

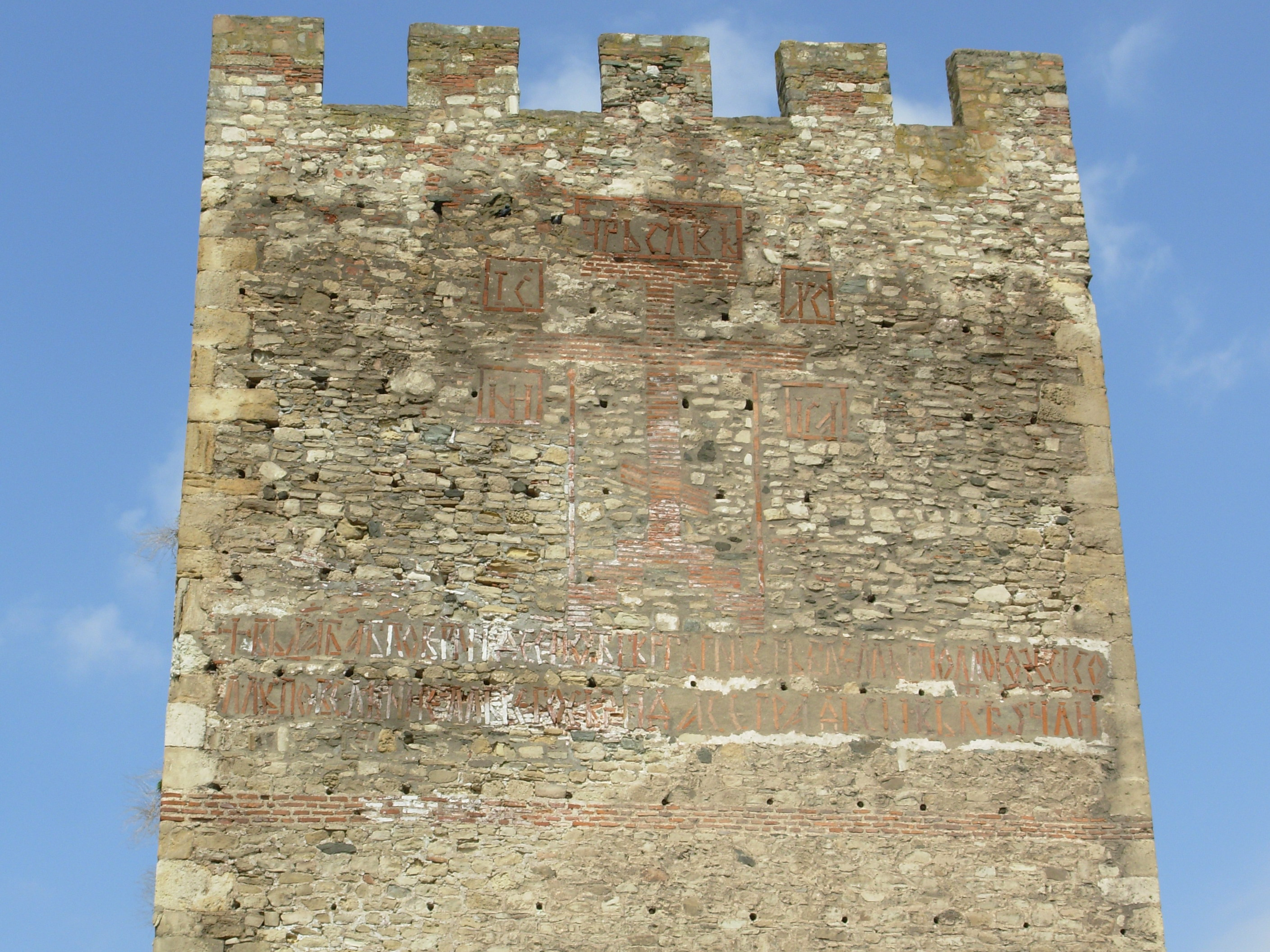
Вежа з написом Деспота

У центрі міста також є вежа з великим цегляним написом, у якому вказано ім'я Джураджа Бранковича та дату будівництва. Там написано: V Hrista Boga blagoverni despot Đurđ, gospodin Srbljem i Pomorju Ze(t)skomu; povelenijem jego sazida se grad sij v leto 6938. («У Христі Господі вірний Деспот Джурдж, Владика сербів і Примор'я Зети. За його наказом це місто було побудоване в 6938 [1430] році».) Над нею є замурований хрест, який дає вежі її назви Крстата кула («Крстата вежа») і вежа Крстача. Цей тип написів є рідкісним і трапляється лише на території колишньої Візантії. Це єдиний приклад у колишній Югославії.
В укріпленому передмісті є мінімальні залишки двох більш значних споруд. Однією з них був сакральний комплекс Blagoveštenjska crkva (Благовіщенська церква), де зберігалися мощі святого. Хоча будівництво її почалося ще у 15 столітті, вона будувалася упродовж кількох історичних етапів. Другою спорудою була турецька лазня XVII століття.
Упродовж багатьох років Смедеревська фортеця стояла як останній захист від османських нападів. Під час їхнього нападу в 1439 році це також стало першим місцем у Сербії, де побачили гарматний вогонь. Коли вона пала в 1459 році, то стала центром турецького санджаку. Пізніше Смедерево було провінцією монархії Габсбургів, а між 1805 і 1807 роками знову стало центром оновленої Сербської держави.

## Архітектура

План Смедеревської фортеці (Pale grey — зруйнований; Blue-grey — висохлий)
----
A. Fortified suburb
B. Inner city / Fortified manor
----
1. Main entry gate
2. City gate II
3. City gate I
4. Ship gate
5. Jezava gate
6. Flag tower
7. Turkish inscription tower
8. Water tower
9. Outer water trench
10. Inner water trench
11. Bridge
12. Inner city gate
13. Rectangular tower
14. Keep (Donžon kula (Donjon tower))
15. Jerina's tower (Jerinina kula)
16. Despot's inscription tower (Krstata kula (Krstata tower) or tower Krstača)
17. Audience hall / Throne hall
18. Palace
19. Bath remains
20. Church remains

| A. Fortified suburb | B. Inner city / Fortified manor |

| 1. Main entry gate 2. City gate II 3. City gate I 4. Ship gate 5. Jezava gate 6. Flag tower 7. Turkish inscription tower 8. Water tower 9. Outer water trench 10. Inner water trench | 11. Bridge 12. Inner city gate 13. Rectangular tower 14. Keep (Donžon kula (Donjon tower)) 15. Jerina's tower (Jerinina kula) 16. Despot's inscription tower (Krstata kula (Krstata tower) or tower Krstača) 17. Audience hall / Throne hall 18. Palace 19. Bath remains 20. Church remains |

Смедеревська фортеця — монументальний комплекс, побудований у візантійській традиції за зразком Константинопольської фортеці. Хоча його основи не передбачалося занурювати, його класифікують як водну фортецю, оскільки він повністю оточений водою. Після завершення будівництва фортеці відбулося зниження її військового значення і було зроблено кілька структурних змін. Завдяки цьому оригінальний архітектурний стиль зберігся до наших днів.
Фортеця оточена 1,5 кілометрів зубчастих стін понад 2 метрів завтовшки і 25 вежі, кожна приблизно по 25 метрів заввишки. Дві сторони обмежені річками Дунай і Єзава, хоча остання тепер перенаправлена подалі від стіни. Третя сторона мала два рови, додані до оборонної системи, один для внутрішнього міста та один для передмістя. Ділянка на південь від зовнішніх стін була залишена відкритою.

### Будівництво
У будівництві фортеці було чотири основних етапи. Роботи над першою частиною, укріпленою садибою для деспота Джураджа Бранковича, побудованою в місці злиття річок, розпочалися восени 1428 року.
Під оком Георгія Палеолога Кантакузина, старшого брата Деспотини Ірини Бранкович, пиломатеріали, вапно та величезні камені з колишніх римських міст Монс Ауреус (сучасне село Сеоне, на захід від Смедеревого), Маргум (у гирлі Великої Морави), і Вімінаціум були зібрані. Навесні 1429 року грецькі та рагузькі робітники почали цегляну кладку. У 1430 році ошатна садиба була завершена. Вона становила палац, що тягнеться вздовж стіни рову; тронний зал навпроти дунайської стіни; фортецю, Donžon kula (вежа донжон), у кутку, утвореному стінами; скарбниця у високій палаті; та інші допоміжні споруди, створюючи внутрішнє місто.

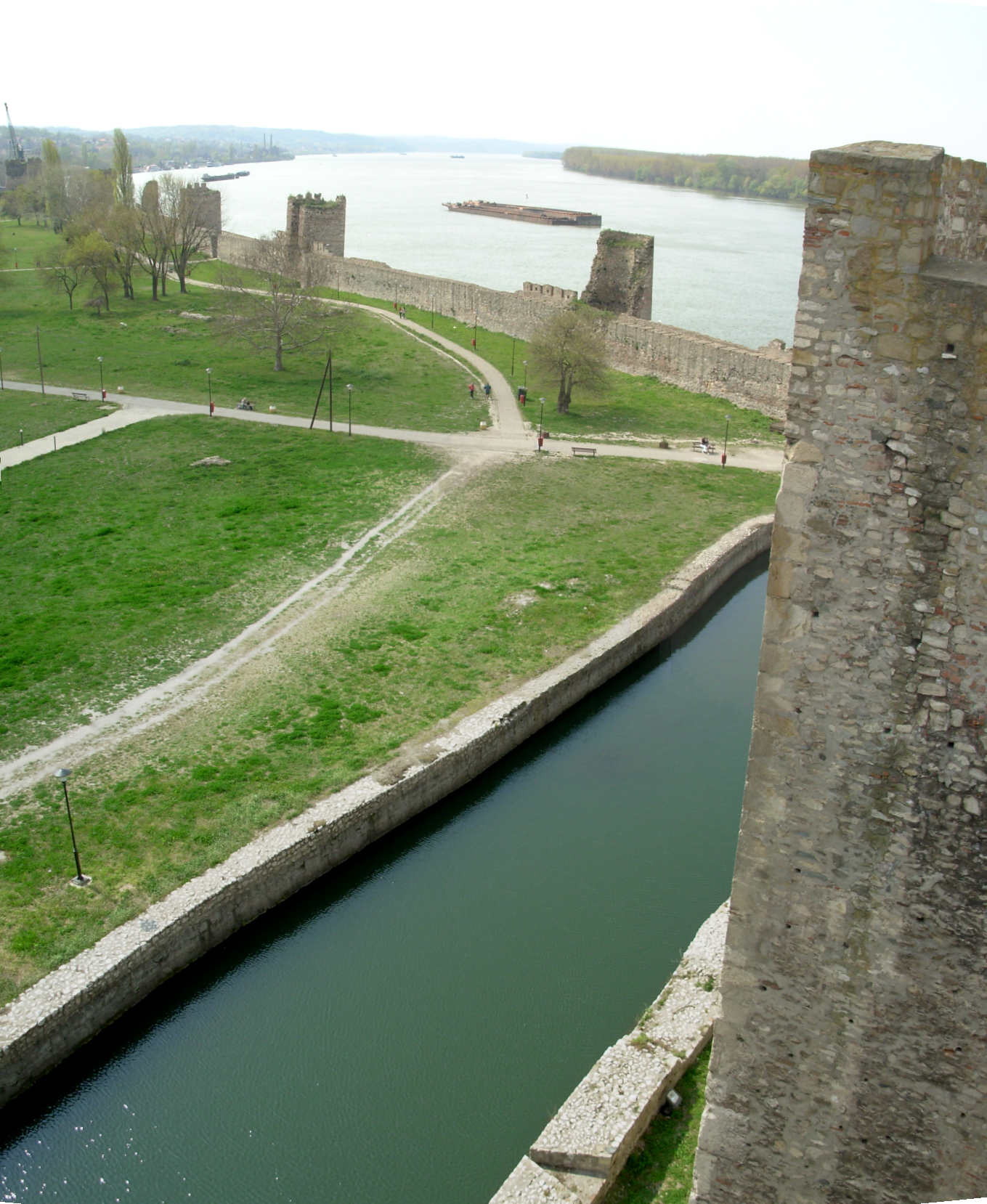
Вид на Дунай із внутрішньоміської вежі

Тронний зал, де Бранкович приймав своїх відвідувачів, був побудований із чотирма подвійними арочними вікнами, виконаними у змішаному готично-романському стилі. Донжон кула мала стати кінцевою лінією оборони. Він був побудований зі стінами понад 4 метри завтовшки, і в ньому розміщувалася шляхта під час турецьких нападів. Приховані двері були вбудовані в стіну Єзави, що дозволяло пройти в бік Угорщини.
Наступні дев'ять років були витрачені на розширення укріплень, щоб включити більше укріплене передмістя, таким чином завершивши головну фортецю. У передмісті поетапно будували сакральний комплекс із XV століття, а турецька лазня була додана османами в 17 столітті. У дунайській стіні передмістя була корабельна брама, звідки моряки могли заходити до фортеці. Незрозуміло, чи були побудовані довгобуди.
Між 1460 і 1480 роками, під час перебування під контролем Османської імперії, була побудована більша оборонна система, включно з уступами, низькими стінами та іншими вежами. Упродовж першої половини 18 століття були додані укріплені рови.

### Сучасний стан
Ступінь занепаду фортеці варіюється в широкому діапазоні: від Крестата кула, яка все ще добре збереглася, до ділянок стін, які не ремонтувалися і в деяких місцях зруйнувалися.

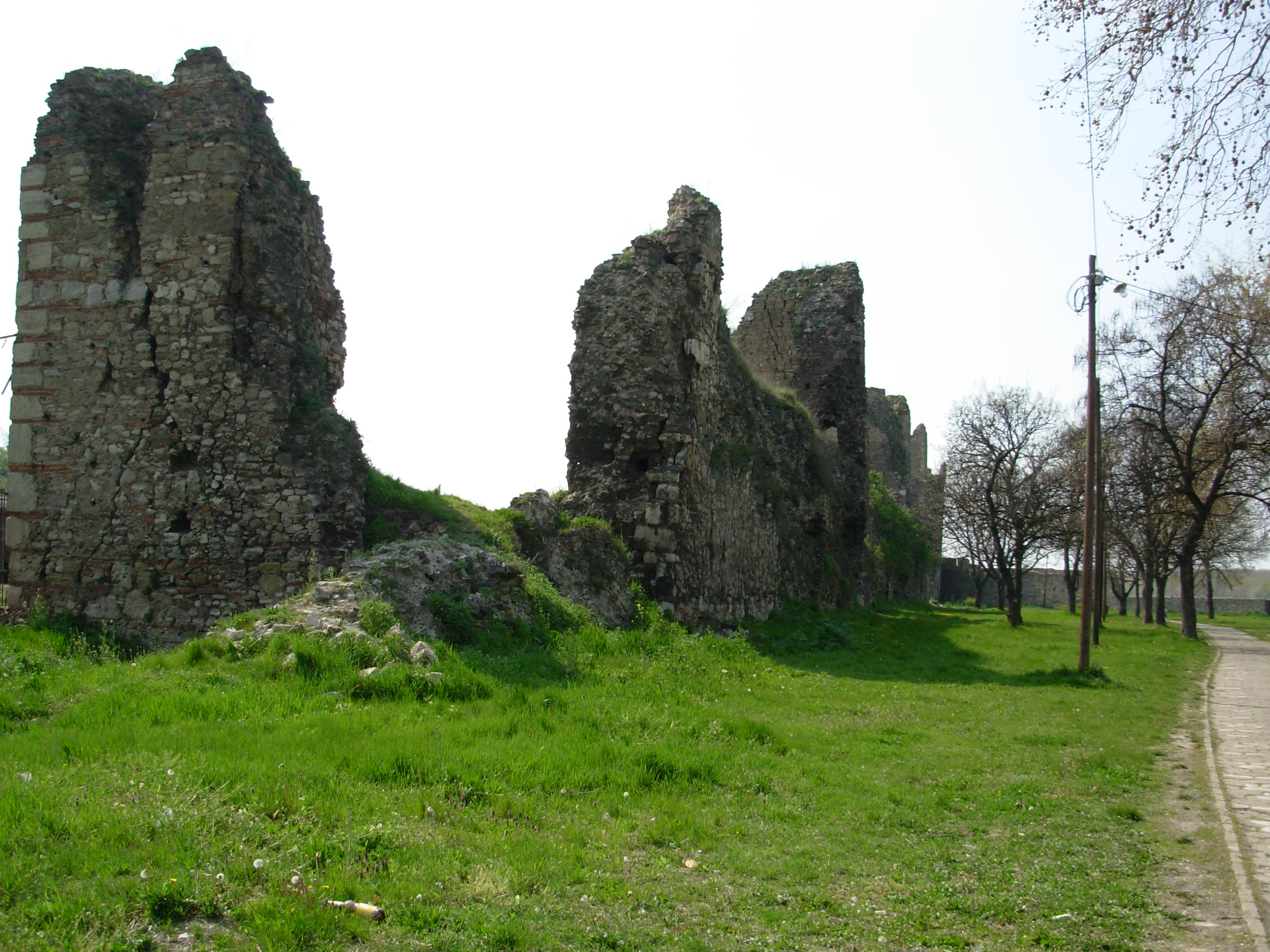
Південно-західна стіна укріпленого передмістя

Перші і найсильніші пошкодження зазнали під час Другої світової війни. 5 червня 1941 року боєприпаси, що зберігалися у фортеці, вибухнули, зруйнувавши не лише значну частину південної стіни, але й зруйнувавши більшу частину Смедерева. Подальшої шкоди було завдано бомбардуванням союзників у 1944 році.
Дамба в Залізних Воротах, завершена в 1972 році, підняла рівень води в басейні нижнього Дунаю і спричинила значні повені. Між 1970 і 1980 роками була побудована система для захисту фортеці та навколишнього міста від майбутньої високої води, однак у 2006 році знову сталася велика повінь у результаті сильних опадів і танення снігу.
Принаймні з 1970 року фортеця була об'єктом реставрації та консервації, а також археологічних та архітектурних досліджень. Більшість робіт на даний момент було виконано між 1970 і 1995 роками У той час як деякі частини були принаймні частково відремонтовані, інші зазнали лише консерваційних робіт і досі перебувають у поганому стані.
У центрі міста фундамент є єдиною частиною палацу, яка залишилася стояти, а зал для аудієнцій має лише контур там, де була основа. Те, що залишилося, було частково відновлено і зараз є стабільним, хоча залишаються проблеми з ростом рослинності та постійним обслуговуванням. Навколишні вежі також потребують роботи, оскільки багато з них зруйновані. Після відновлення міста у 1994—1995 рр. були проведені археологічні дослідження.

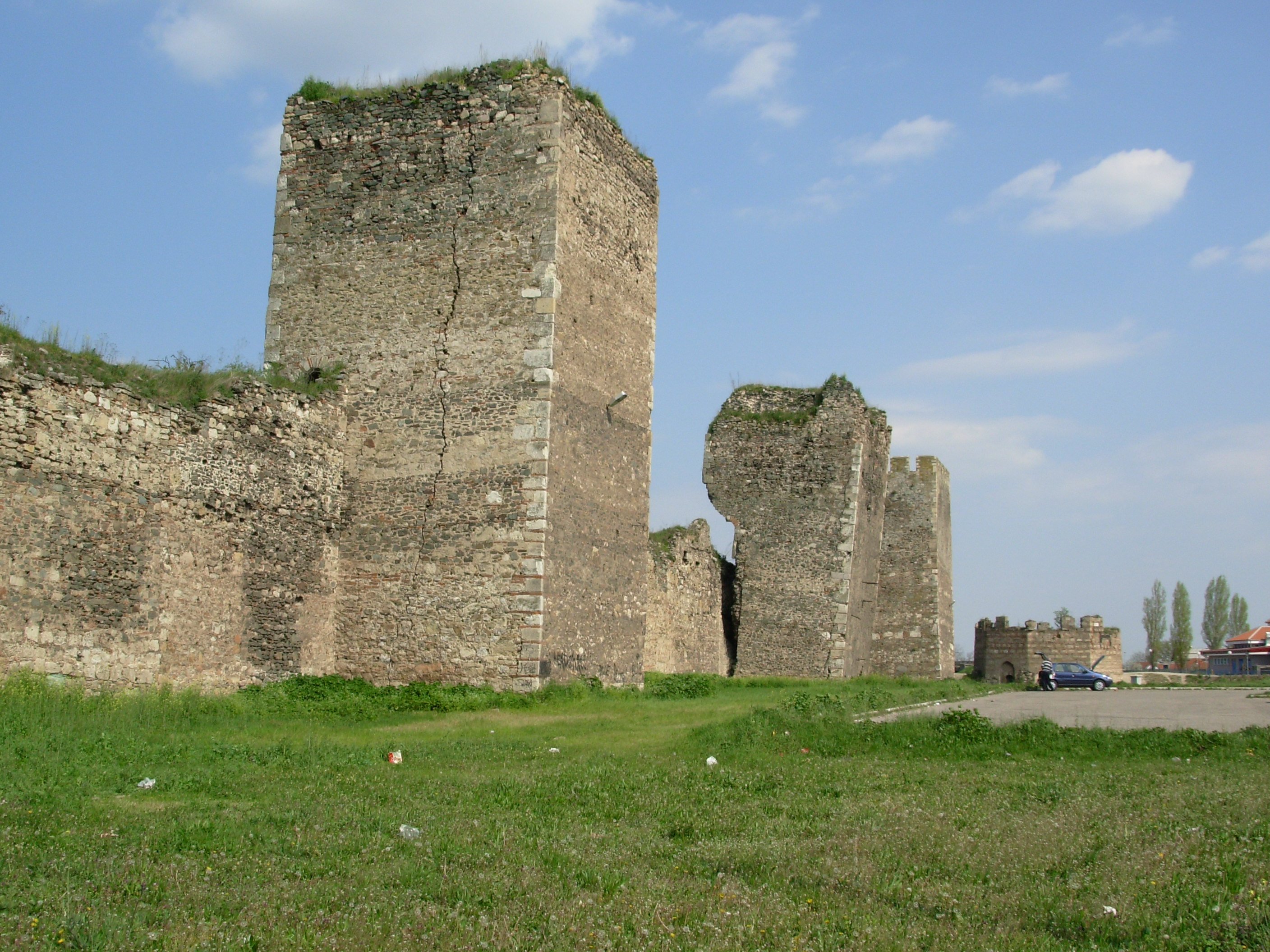
Південно-східна стіна укріпленого передмістя

У дуже поганому стані укріплене передмістя. Частини стіни відсутні, а кілька веж похилені або частково зруйновані. Кутова вежа позаду вежі з турецьким написом і ділянка стіни вздовж Дунаю були законсервовані, а південна стіна, яку кілька разів відновлювали як частину дамби, є стабільною, але консерваційні роботи неякісні. Натомість багато часу було витрачено на археологічні розкопки та дослідження, особливо залишків сакрального комплексу та турецької лазні.
Схил вздовж Дунаю, який кілька разів частково руйнувався, був реставрований і зараз перебуває в хорошому стані. З інших боків велика частина уступу зникла або під землею, і загальний стан невідомий.
Атмосфера та обстановка також під загрозою, хоча вони залишаються найкращими на Дунаї. Два інші боки оточені сучасною забудовою, як-от пристань на східній стороні, залізниця на півдні та безліч інших міських споруд.
Запланованим кінцевим результатом роботи є повне відновлення як Смедеревської фортеці, так і її найближчих околиць, включаючи перенесення залізниці, хоча оцінки вартості сильно відрізняються. Між 2003 і 2004 роками вартість лише консерваційних робіт оцінювалася в 10 600 000 євро, тоді як загальна вартість реабілітації, включаючи консервацію, реставрацію та дослідження, сягнула 22 000 000 євро. У 2005 році сукупні витрати на базове збереження та дослідження впали до 4 000 000 євро.

### Постійні фактори ризику
Незважаючи на зусилля щодо збереження, фортеця все ще перебуває під загрозою пошкодження як природними, так і штучними причинами. Високий рівень ґрунтових вод у результаті спорудження дамби в Залізних Воротах загрожує її стабільності та збільшило кількість повеней, особливо до зміцнення узбережжя. Забруднення повітря та ріст рослинності прискорюють темпи загнивання. Вторгнення міст, особливо залізниці, продовжує загрожувати характеру території навколо фортеці. Необмежене відвідування туристами в поєднанні з неналежним захистом, обслуговуванням і підтримкою, як адміністративною, так і фінансовою, також сприяє повільному занепаду фортеці.

## Подальше читання
- Ćurčić Slobodan (2013). Visible and invisible aspects of building the fortified palace of Smederevo and its historical significance. Zbornik Radova Vizantološkog Instituta. 50 (2): 835—851. doi:10.2298/ZRVI1350835C.
- Starina Novak i knez Bogosav on Wikisource (серб.)
- Interview regarding the sacral complex, Blagoveštenjska, and a proposed inner city chapel, Dvorska. (серб.)
- Reaction to the above interview. (серб.)